# Método geográfico

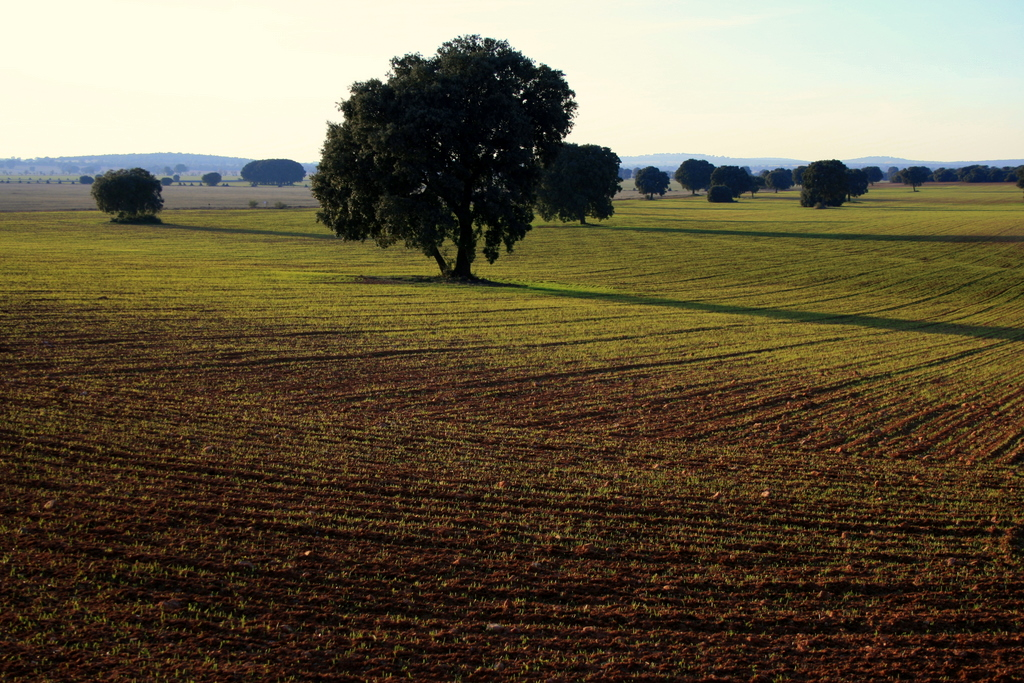
Paisaje de La Mancha. Un fenómeno geográfico es siempre un eslabón de una larga cadena. Resulta imposible explicar los paisajes agrarios españoles actuales sin tener en cuenta la desamortización de las tierras decretada por Mendizábal en 1836.

El método geográfico se fundamenta en el hecho de que todos los fenómenos geográficos se encuentran relacionados unos con otros. Deberán, por tanto, examinarse en sus mutuas conexiones, teniendo en cuenta sus influencias recíprocas para comprender las causas y consecuencias. Es el principio más importante de la Geografía.
Los geógrafos han establecido los siguientes principios metodológicos de investigación referentes al método geográfico: 
1. Localización y distribución. La geografía localiza fenómenos. Sin la localización no puede hacer un estudio geográfico.
2. Masivo. Resulta imprescindible describir los hechos para poder explicarlos.Todo fenómeno geográfico encierra una gran complejidad, casi nunca tendrá como causa un solo factor.
3. Comparación de ejemplos de fenómenos semejantes. La comparación permite individualizar, resaltando la personalidad de ciertos hechos.
4. Conexión y coordinación. Plantea que todos los fenómenos geográficos se encuentren conectados entre sí.
5. Evolución y dinamismo. Todos los fenómenos están expuestos al cambio, es decir evolucionan.

Humboldt y Ritter, considerados como los padres de la geografía moderna, fueron los primeros en aplicar este método a sus estudios sobre los fenómenos terrestres, poniendo siempre de manifiesto las conexiones e interdependencias de estos.

## El método geográfico en las ciencias de la salud
En Ciencias de la Salud, especialmente la semiología, se utiliza como elemento para la representación espacial en la descripción y análisis de eventos de salud y su correlación geográfica. Se puede así identificar más fácilmente los factores de riesgos tales como:[cita requerida]
- sociales (comunidades, poblaciones, distintos espacios)
- ambientales (ríos, accidentes geográficos, etc.)
- Poblaciones (comunidades, asentamientos, industrias) y
- Temporales, relacionando el tiempo de observación con el evento actual.